# AK-107

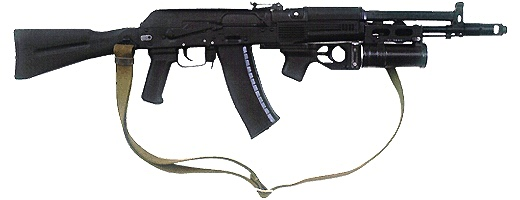
AK-107

De AK-107 (Russisch: Автомат Калашникова АК-107; Avtomat Kalaschnikova AK-107) is een geweer van Russische makelij. Het is samen met de AK-108 en de AN-94 een van de modernste Russische aanvalsgeweren. De AK-107 is bedoeld als opvolger voor de AK-74M, het huidige standard-issue aanvalsgeweer in de strijdkrachten van de Russische Federatie. Het grootste verschil met de laatst genoemde is dat de AK-107 en AK-108 het BARS (Balanced Automatic Recoil System) hebben. Net zoals de AK-74M en de AK-10x series, is het wapen uitgerust met een kunststof vouwkolf, kunststof grip en een typerende mondingsrem. Door deze combinatie van het BARS en de mondingsrem, heeft de AK-107 een kleine terugslag en blijft daardoor de loop tijdens volautomatisch vuur op het doel gericht.

## Kenmerken
- Kaliber: 5,45x39mm Soviet (AK-107), 5,56x45mm NATO (AK-108)
- Actie: gas-operated, BARS, roterende afsluiter
- Vuursnelheid: 900 schoten per minuut
- Magazijncapaciteit: 30 patronen